# Pedro Merencio
Pedro Román Merencio Girón (...) è un ex schermidore cubano, vincitore di una medaglia di bronzo ai campionati mondiali di scherma.

## Palmarès
In carriera ha conseguito i seguenti risultati:
- Mondiali di scherma

Denver 1989: bronzo nella spada a squadre.
- Giochi Panamericani:

Indianapolis 1987: oro nella spada a squadre.